# Jarl Priel
Jarl Priel (Plouguiel, 23 de Abril de 1885 - Marselha, 19 de Agosto de 1965) foi um escritor bretão.
Seu nome verdadeiro era Charles Joseph Tremel, escolheu o nome bretão de Plouguiel como nome artístico. Escritor, ator de teatro, aluno e secretário de Charles Dullin, escreveu peças de teatro e recitais em francês e bretão.
Escreveu em francês, com um grande sucesso, romances, contos, novelas e revisões para jornais literários de renome na época: "Le Mercure de France", "Candide ","Gringoire", sem falar de numerosas traduções em russo Nabokov ("Lolita") Gogol ("Taras Bulba").
Em 1942, com 57 anos, ele deu sua primeira peça em bretão, "An dakenn dour" ("A gota d´água"), para o Bleun-Brug de Tréguier. Em 1949-50, afirmou-se como um dos escritores mais marcantes de sua época com duas outras peças editadas por "Al Liamm" : "Tri devezhour evit an eost" e "Ar spontailh".
Jarl Priel é o autor de um livro de memórias em três tomos: "Va zammig Buhez", "Va Buhez e Rusia", "Amañ hag Ahont".